# Estrategia para la Reducción de la Pobreza
Una Estrategia para la Reducción de la Pobreza fue aprobada el 20 de agosto de 2001 en Honduras. Su objetivo era reducir significativamente la pobreza de un 70 % a un 40 % en forma sostenible hasta completarse en el año 2015. Dicha estrategia daba continuidad al Plan Maestro de la Reconstrucción y Transformación Nacional.
La ERP realiza una inversión de 4,400 millones de lempiras anualmente, los cuales son distribuidos en aproximadamente 300 millones de lempiras a cada uno de los 18 departamentos del país para la realización de diferentes proyectos y mejoras realizadas beneficio de las comunidades y la sociedad en general, el uso de estos recursos están disponibles gracias a la transparencia del proyecto y al sitio web de la ERP para la supervisión y fiscalización por parte de toda la sociedad civil.

## Historia
En 1999, 66 de cada 100 habitantes eran pobres y se esperaba que invirtiendo 2,600 millones de US $ se redujera la pobreza a un 42 %.
El gobierno de Honduras, junto a otros, firmó en el año 2000 los objetivos de Desarrollo del milenio de la ONU. Aunque el Gobierno es el más comprometido con el logro de estos objetivos, hay iniciativas no gubernamentales que luchan a favor de los más pobres. Uno de los objetivos importantes más importantes del milenio para la ONU es erradicar la pobreza extrema y el hambre.

## Estrategias
La estrategia abarca diferentes áreas:
Ampliación de la educación infantil y se espera que en el 2015 el 70 % de los niños hondureños alcance por lo menos el tercer año de educación secundaria.
Disminuir la desnutrición infantil.
Lograr un 80% de cobertura de servicios de energía eléctrica.
Lograr el acceso de líneas telefónicas para que haya por lo menos 15 líneas fijas telefónicas por cada 100 habitantes.
Lograr un acceso del 95% de la población al agua potable.
Alcanzar un 0.77 en el Índice de Desarrollo Humano relativo a la igualdad de género.
Proteger por lo menos un 20 % de  la superficie forestal del país.

## Financiación
La estrategia de la reducción de la pobreza consta de una inversión de US$ 2,666 millones (53 mil millones de Lempiras) utilizados a lo largo de 15 años, es decir, 4 mil cuatrocientos millones de lempiras anualmente, asignando aproximadamente 300 millones de lempiras anualmente a cada departamento para lograr la reducción de la pobreza.
Las tres fuentes de ingreso para la ERP son:
- Partida del presupuesto nacional.

- Ingresos por privatizaciones.

- Recursos adicionales del presupuesto nacional.

El Consejo Consultivo de Reducción de la Pobreza ha logrado priorizar los miles de proyectos que se sugirieron en todo el país para reducir la pobreza, dejándolos en cerca de 4 mil para el Presupuesto General del año 2006, utilizando la siguiente metodología:
- 1. 55% en proyectos de reactivación productiva.
- 2. 35% en proyectos sociales: De educación, salud y cultura.
- 3. 10% en proyectos de desarrollo institucional y gobernabilidad.

Los supervisores de la estrategia son:
- El Gabinete Social del Poder Ejecutivo.

- El Consejo Consultivo para la Reducción de la Pobreza

- El Fondo para la Reducción de la Pobreza (FRP)

- La Unidad de Apoyo Técnico (UNAT)

- El Sistema Nacional de Evaluación de la Gestión (SINEG)

- El Instituto Nacional de Estadística (INE)

- La Unidad de Programa de Eficiencia y Transparencia (UPET)

- Instancias descentralizadas, municipales y departamentales.

- Instituciones privadas y ONGs.

## Evolución y críticas
En 2011 se criticó el avance de la estrategia en donde la inversión anual de 4 mil millones de lempiras no redujo la pobreza, al contrario, la pobreza disminuyó menos en la década de 1990 cuando no había una ERP. En 2011 la pobreza era del 60 %, en 2012 la pobreza en lugar de disminuir creció en cinco puntos llegando a ser de 65 %, regresando a los niveles de 1999 cuando no existía una ERP, aun cuando se seguían inyectando 300 millones de lempiras anualmente a cada departamento para lograr una reducción de la pobreza y una mejora en las comunidades, lo que hizo ver a la ERP como un fracaso, no en cuanto a la ERP si no en cuanto a su ejecución debido a la mala planificación y a la no inversión del dinero destinado a ella y al robo de los fondos destinados ERP.

## Transparencia
La información y transparencia de la ERP era llevada a cabo por el sistema de información de la estrategia de reducción de la pobreza en su sitio web [sierp.hn], desde el que la población tenía acceso a todas las transferencias financieras distribuidas a cada departamento con motivo de la ERP. En 2010 el sitio web del sistema de información de la estrategia de reducción de la pobreza fue cerrado, y desde entonces no se tiene acceso a la cantidad distribuida a cada departamento con motivo de la ERP.